# Vulaines-lès-Provins
Vulaines-lès-Provins is een gemeente in het Franse departement Seine-et-Marne (regio Île-de-France) en telt 63 inwoners (2009). De plaats maakt deel uit van het arrondissement Provins.

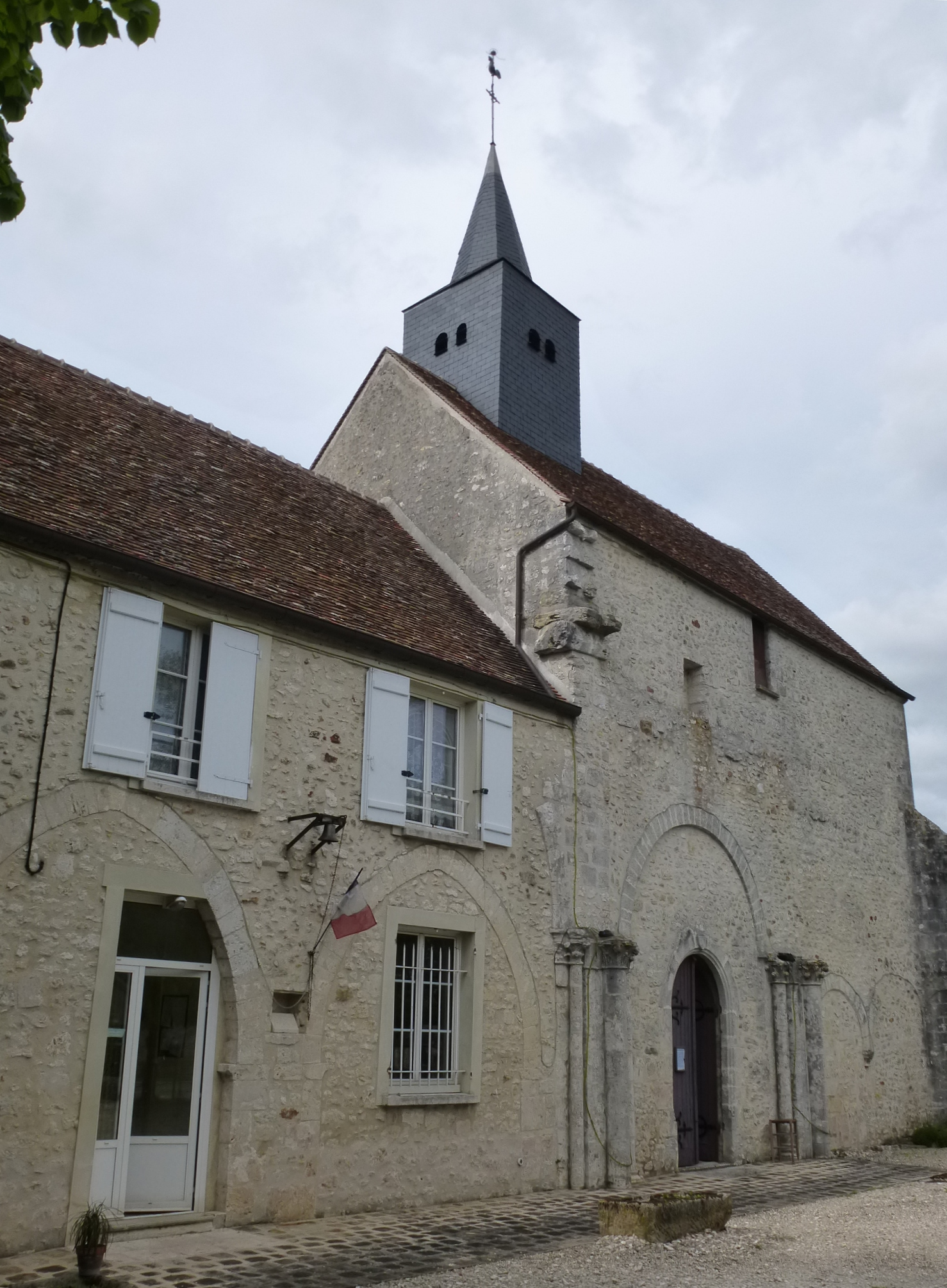
Kerk van Vulaines-lès-Provins
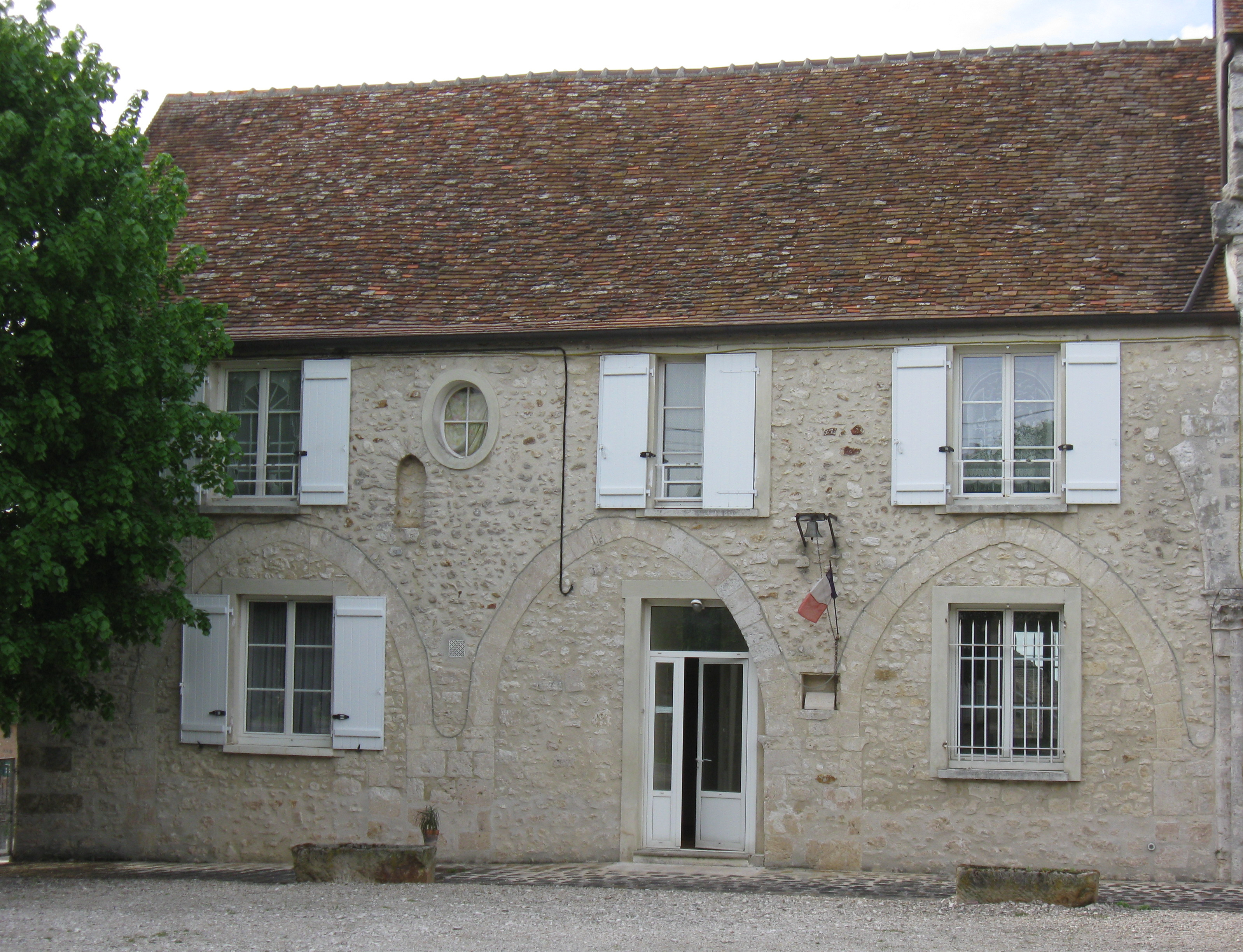
Gemeentehuis

## Geografie
De oppervlakte van Vulaines-lès-Provins bedraagt 10,2 km², de bevolkingsdichtheid is dus 6,2 inwoners per km².
De onderstaande kaart toont de ligging van Vulaines-lès-Provins met de belangrijkste infrastructuur en aangrenzende gemeenten.

## Demografie
Onderstaande figuur toont het verloop van het inwonertal (bron: INSEE-tellingen).